# Montanomelon reynoldsi
Montanomelon reynoldsi är en snäckart som beskrevs av Alan Solem 1993. Montanomelon reynoldsi ingår i släktet Montanomelon och familjen Camaenidae. Inga underarter finns listade i Catalogue of Life.